# Тихоокеанский государственный медицинский университет
Тихоокеанский государственный медицинский университет — один из крупнейших медицинских вузов Дальнего Востока России, расположенный во Владивостоке.

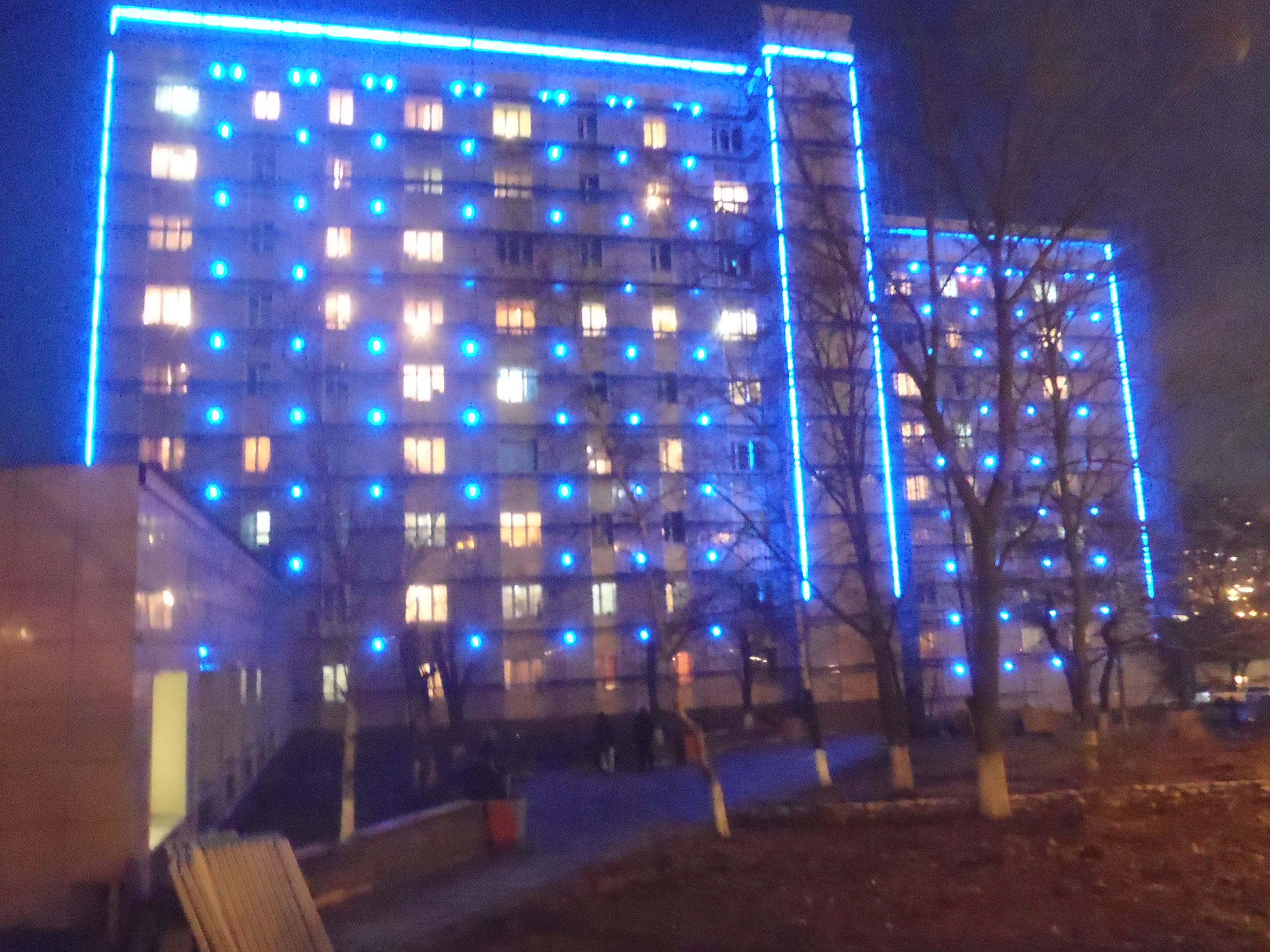
Корпус общежития № 3 ТГМУ в вечернее время

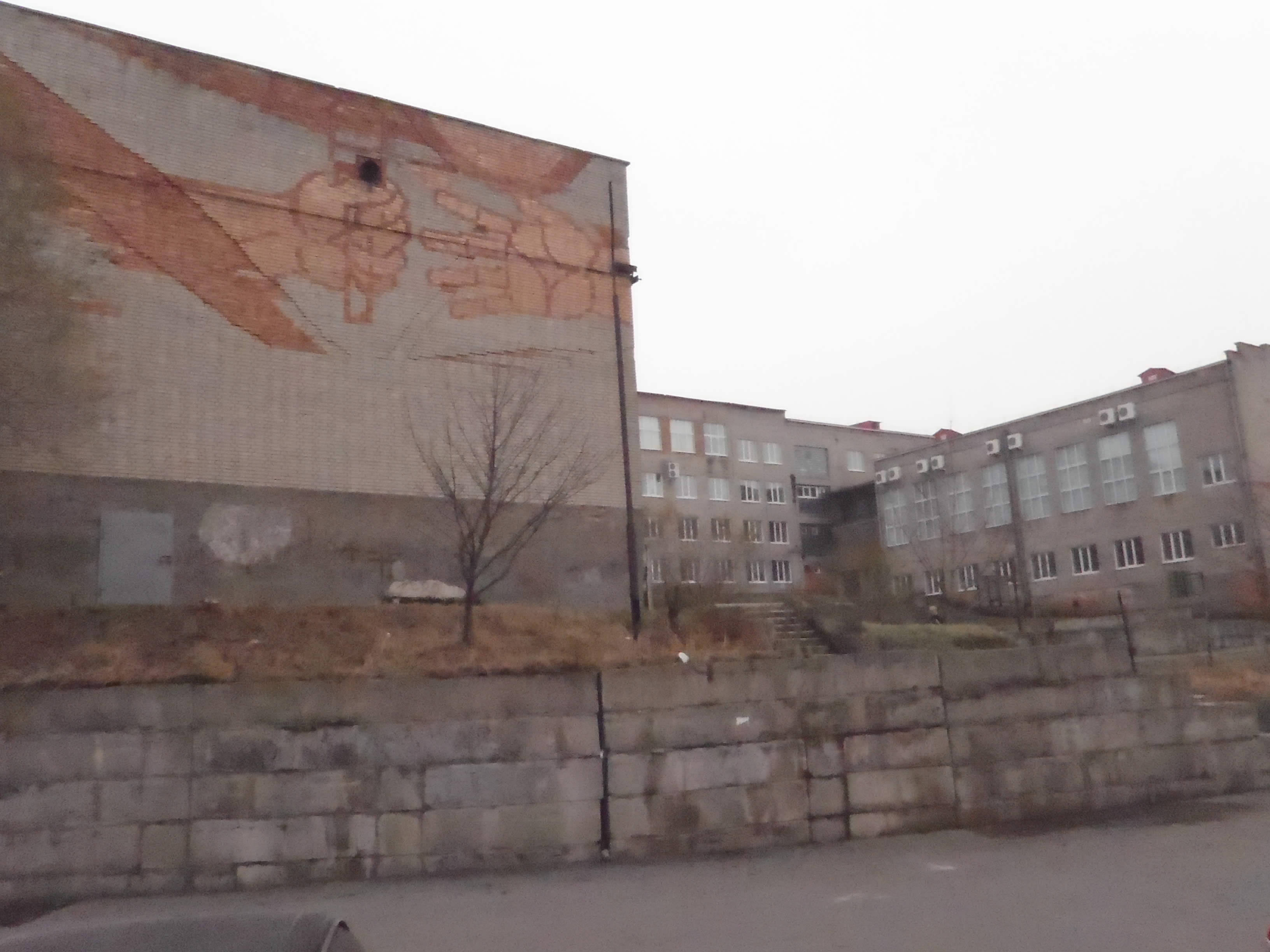
Внешний вид гуманитарного учебного корпуса № 3 ТГМУ (2011)

## Общая характеристика
Университет является многопрофильным научно-образовательным учреждением:
- регулярно выпускается «Тихоокеанский медицинский журнал», включённый в перечень ВАК
- до 2011 года регулярно выпускалась газета «Вита»
- создан редакционно-издательский центр вуза и издательства «Медицина ДВ»
- обеспечен ежегодный целевой набор и выездные приёмные комиссии в Сахалинскую, Камчатскую и Магаданскую области и в Республику Саха
- принимались международные медицинские делегации по обмену опытом учебной, научной и навыками лечебной работы (например из Китая, Японии, Южной Кореи, КНДР, США, Германии, Польши)
- 6 сентября 2010 года на базе медицинского объединения Тихоокеанского государственного медицинского университета состоялось открытие Центра охраны репродуктивного здоровья подростков и молодёжи — Клиника, дружественная к молодёжи «Иван да Марья».

## История
- В 1956 году при ДВГУ был открыт медицинский факультет, на который было зачислено 100 студентов.
- 7 августа 1958 года был выделен из состава ДВГУ и преобразован во Владивостокский государственный медицинский институт (ВГМИ).
- Первая аспирантура была открыта в 1961 году на кафедре биохимии.
- Пятая научная конференция ВГМИ была проведена в 1965 году[4]
- В 1968 году Коллегия ВАК разрешила ВГМИ сформировать диссертационный совет по защите кандидатских диссертаций по специальностям «анатомия»,«гистология»,«нервные болезни»,«фармакология»,«микробиология»,«терапия» и «хирургия».
- В 1995 году институт получил статус университета. Свидетельство о государственной аккредитации вуз получил как Федеральное государственное учреждение «Владивостокский государственный медицинский университет» (ВГМУ).
- С 2010 года учреждение имело организационно-правовую форму: Государственное бюджетное образовательное учреждение высшего профессионального образования «Владивостокский государственный медицинский университет» Минздравсоцразвития Российской Федерации (ГБОУ ВПО ВГМУ)[5].
- В университете работали 2 заслуженных деятеля науки РФ, 8 академиков РАЕН и 45 академиков других общественных академий России, 6 членов зарубежных академий, 19 заслуженных врачей РФ, 55 отличников здравоохранения и 14 отличников высшей школы. Ежегодно проводились научно-методические конференции по проблемам высшего медицинского образования (с 1997 по 2003 год было проведено 8 таких конференций).
- В декабре 2012 года началась реконструкция корпуса № 2 на Океанском проспекте, 165. В новом корпусе будут располагаться учебные классы, лекционные, аудитории и спортивный зал. По проекту комплекс будет сдан к 2016 году.
- 1 января 2013 года университет был переименован в Государственное бюджетное образовательное учреждение высшего профессионального образования «Тихоокеанский государственный медицинский университет» Министерства здравоохранения Российской Федерации (ГБОУ ВПО ТГМУ). Соответствующий приказ подписан министром здравоохранения Скворцовой В. И.[6].

## Ректорат

### Ректоры
- 1958—1970 — Живодёров, Владимир Михайлович
- 1970—1984 — Тихомиров, Александр Сергеевич
- 1984—2007 — Каминский, Юрий Валентинович
- с 2007 — по настоящее время — Шуматов, Валентин Борисович

## Структура
Университет включает в себя факультеты :
- Лечебный факультет
- Педиатрический и фармацевтический факультет
- Стоматологический факультет
- Факультет общественного здоровья (входят следующие специальности: медицинская биохимия; медико-профилактическое дело; клиническая психология
- Факультет среднего профессионального образования
- Факультет довузовской подготовки (лицей)
- Учебный военный центр для подготовки кадровых офицеров[8]
- Факультет повышения квалификации и профессиональной переподготовки специалистов
- Факультет ординатуры и магистратуры

## Материальная база
Университет располагается в шести корпусах, расположенных на проспекте Острякова, и, частично, на улице Некрасовской. Административный корпус расположен по адресу проспект Острякова, 2, там же находятся административные подразделения вуза. В этих корпусах расположены теоретические кафедры, обучающие студентов первых трёх курсов. Студенты после четвёртого курса приступают к обучению на клинических кафедрах, расположенных в больницах города Владивостока. Также в распоряжении университета имеются три общежития для студентов. За административным зданием располагается самая крупная в России учебно-производственная роботизированная аптека.

## Архитектурные и топографические особенности корпусов университета

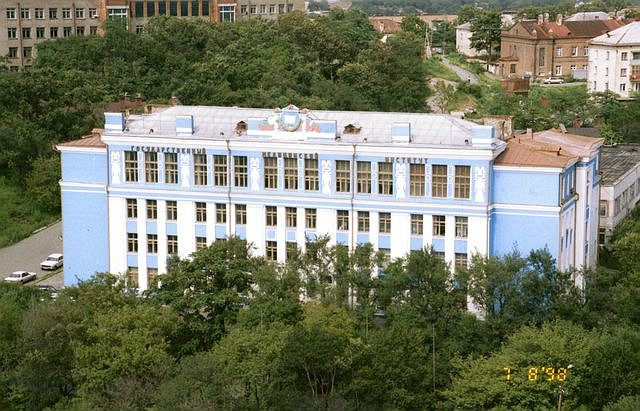
Главный (административный) корпус до обновления фасада

Тихоокеанский государственный медицинский университет представлен шестью корпусами. Корпуса № 2 и № 4, учитывая перепад высот местности, значительно удалены от административного корпуса.
Архитектурный стиль в 2011 году претерпел существенные изменения в связи с подготовкой города к саммиту АТЭС-2012. Декоративная гипсовая лепнина, украшавшая фасад здания, была частично закрыта алюкобондом Цветовая палитра фасада необратимо изменилась, поскольку колер металлочерепицы и алюкобонда был избран вразрез с историческим образом здания.

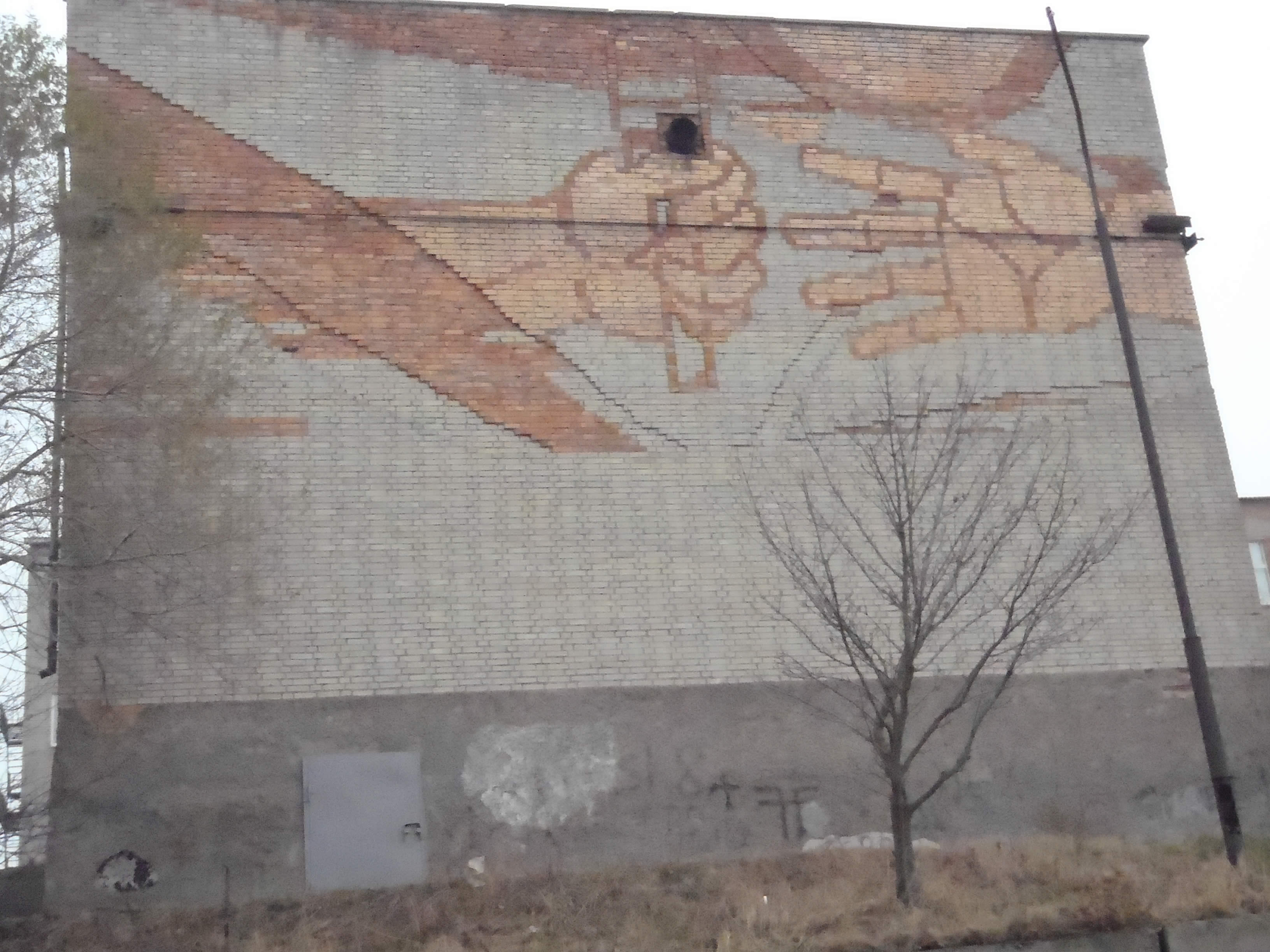
Мозаика советского периода на медицинском университете

Частично был модифицирован фасад гуманитарного корпуса № 3, но модификация не затронула рельефной мозаики из кирпича советского периода на одном из торцов здания. Информации о содержании мозаики и авторах произведения не сохранилось. Расшифровка иконографической программы мозаики затруднена. Изображение на мозаике наиболее часто интерпретируется, как процесс передачи предмета — вероятно, гранаты или факела — из рук в руки, на фоне падающего небесного тела — вероятно, кометы.

## Клинические базы
Образовательная и лечебная работа Тихоокеанского государственного медицинского университета ведётся во многих крупных стационарах и диспансерах г. Владивостока: ГКБ № 2, ККБ № 2, ККБ № 1, ДГКБ № 3 и других.